# العربي ملاخ
العربي الملاخ ولد في 1 افريل 1929 في مدينة رأس الجبل من ولاية بنزرت شغل خطة كاتب الدولة للتجهيز والإسكان في الفترة الممتدة من 1973 إلى 1979
ونائبا بالبرلمان التونسي من 1968-1988
وقد كان مؤسس للصندوق الوطني للادخار السكني إلى جانب العديد من الأنشطة الحزبية والاجتماعية على المستوى الجهوي والوطني.
توفي يوم 9 نوفمبر 2021 عن عمر 92 سنة.